# Charme des neuf herbes

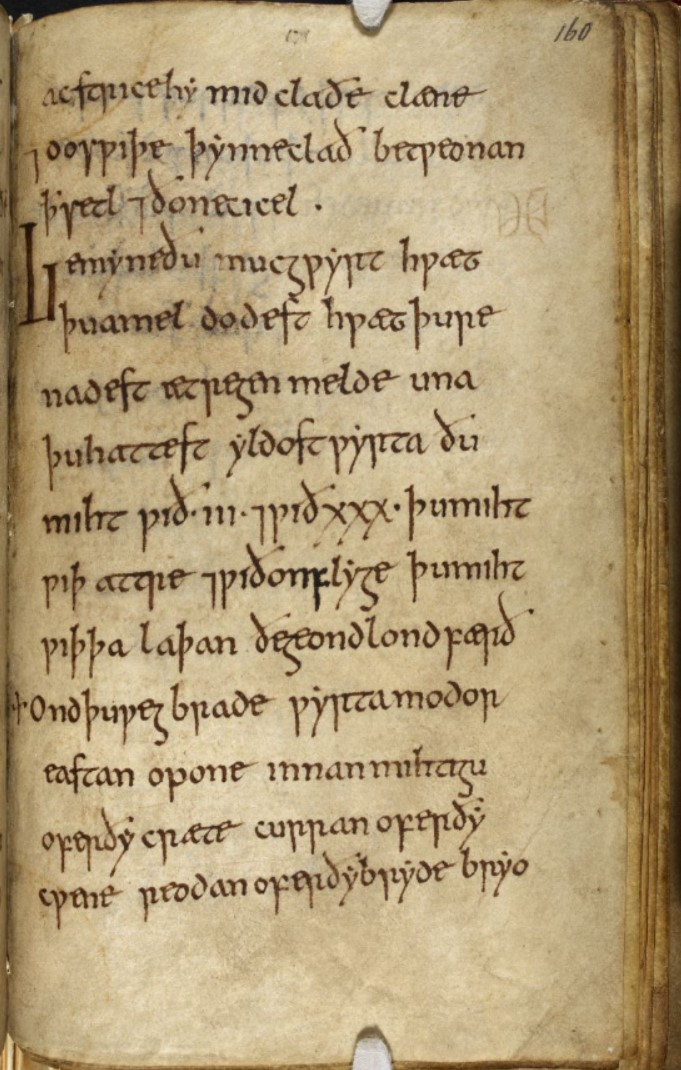
Le début du Charme des neuf herbes dans le manuscrit Harley 585 (folio 160r).

Le Charme des neuf herbes (Nine Herbs Charm en anglais) est un charme en vieil anglais attesté dans le Lacnunga, un recueil de textes médicaux et de prières compilé en Angleterre à la fin du Xe siècle ou au début du XIe siècle. Il énumère les pouvoirs de guérison de neuf plantes médicinales, d'où le titre que lui ont donné ses éditeurs modernes.
Ces neuf plantes sont les suivantes :
- l'armoise (mucgwyrt) ;
- le plantain (wegbrade) ;
- la cardamine (stune) ;
- l'ortie (stiðe) ;
- le panic pied-de-coq (attorlaðe) ;
- la camomille (mægðe) ;
- le pommier (wergulu) ;
- le thym (fille) ;
- le fenouil (finule).

Le Charme des neuf herbes mentionne aussi bien le Christ que le dieu germanique Woden, signe d'influences chrétiennes et païennes. Il est cependant impossible de déterminer si les références chrétiennes sont un ajout ultérieur à un texte d'origine païenne, ou s'il s'agit au contraire d'un charme fondamentalement chrétien sur lequel ont été greffées des allusions à la mythologie germanique. Il s'achève sur des instructions en prose concernant la préparation d'un baume à partir des neuf plantes, préparation qui implique de chanter à plusieurs reprises le charme.
L'unique copie connue du Charme des neuf herbes occupe les folios 160r à 163v du manuscrit Harley 585, conservé à la British Library. Dans le Lacnunga, il est précédé et suivi par des charmes censés guérir les hémorroïdes, ce qui pourrait impliquer que c'est également son but.